# Ту, одмах поред нас
Ту, одмах поред нас: приче о прољећу, о љубави, о смрти је збирка приповедака српског и хрватског књижевника Владана Деснице, објављена 1956. у издању Матице српске. Збирка се састоји из седамнаест приповедака и новела. Поднаслов збирке „приче о прољећу, о љубави, о смрти” оцртава не само тематски образац прича, већ представља и метафору природног, животног циклуса: рађање, сазревање и умирање. Главни јунаци у том општеважећем процесу заједно с променама телесног и чулног пролазе и кроз унутрашње, духовно одрастање.